# Radical 72
Le radical 72, qui signifie le Soleil ou le jour, est un des 35 des 214 radicaux chinois répertoriés dans le dictionnaire de Kangxi composés de quatre traits.
Le caractère Unicode de 日 est 65E5.

## Caractères avec le radical 72
| nombre de traits          | caractères |
| ------------------------- | --- |
| Sans trait supplémentaire | 日 |
| 1 traits supplémentaires  | 旦 旧 |
| 2 traits supplémentaires  | 早 旪 旫 旬 旭 旮 旯 |
| 3 traits supplémentaires  | 旨 |
| 4 traits supplémentaires  | 旰 旱 旲 旳 旴 旵 时 旷 旸 旹 旺 旻 旼 旽 旾 旿 昀 昁 昂 昃 昄 昅 昆 昇 昈 昉 昊 昋 昌 昍 明 昏 昐 昑 昒 易 昔 昕 昖 昗 昘 昙 |
| 5 traits supplémentaires  | 昚 昛 昜 昝 昞 星 映 昡 昢 昣 昤 春 昦 昧 昨 昩 昪 昫 昬 昭 昮 是 昰 昱 昲 昳 昴 昵 昶 昷 昸 昹 昺 昻 昼 昽 显 昿             |
| 6 traits supplémentaires  | 晀 晁 時 晃 晄 晅 晆 晇 晈 晉 晊 晋 晌 晍 晎 晏 晐 晑 晒 晓 晔 晕 晖                                                          |
| 7 traits supplémentaires  | 晗 晘 晙 晚 晛 晜晝 晞 晟 晠 晡 晢 晣 晤 晥 晦 晧 晨                                                                          |
| 8 traits supplémentaires  | 晩 晪 晫 晬 晭 普 景 晰 晱 晲 晳 晴 晵 晶 晷 晸 晹 智 晻 晼 晽 晾 晿 暀 暁 暂 暃 暑                                           |
| 9 traits supplémentaires  | 暄 暅 暆 暇 暈 暉 暊 暋 暌 暍 暎 暏 暐 暒 暓 暔 暕 暖 暗 暘 暙                                                                |
| 10 traits supplémentaires | 暚 暛 暜 暝 暞 暟 暠 暡 暢 暣 暤 暥 暦 暧 暨                                                                                  |
| 11 traits supplémentaires | 暩 暪 暫 暬 暭 暮 暯 暰 暱 暲 暳 暴 暵 暶 暷                                                                                  |
| 12 traits supplémentaires | 暸 暹 暺 暻 暼 暽 暾 暿 曀 曁 曂 曃 曄 曅 曆 曇 曈 曉 曊 曋 曌 曍                                                             |
| 13 traits supplémentaires | 曎 曏 曐 曑 曒 曓 曔 曕 曖 曗                                                                                                 |
| 14 traits supplémentaires | 曘 曙 曚 曛 曜 |
| 15 traits supplémentaires | 曝 曞 曟 曠 曡 曢 曤 曥 曦 曧 曨                                                                                              |
| 16 traits supplémentaires | 曣 |
| 17 traits supplémentaires | 曩 |
| 19 traits supplémentaires | 曪 曫 曬 |
| 20 traits supplémentaires | 曭 曮 |
| 21 traits supplémentaires | 曯 |